# Иванеули
Иванеули (груз. ივანეული) — село в Грузии, на территории Ткибульского муниципалитета края (мхаре) Имеретия.

## География
Село находится в западной части Грузии, к северу от Ткибульского водохранилища, на расстоянии 14 километров к западу от города Ткибули, административного центра муниципалитета. Абсолютная высота — 498 метров над уровнем моря.

## Население
По результатам официальной переписи населения 2014 года, в Иванеули проживало 18 человек (11 мужчин и 7 женщин). В национальной структуре населения грузины составляли 100 %.
| Год  | Население, человек |
| ---- | ------------------ |
| 2002 | 29                 |
| 2014 | ↘ 18               |